# پاپ پای
پاپ پای (انگلیسی: Pape Paye؛ زادهٔ ۳۱ مهٔ ۱۹۹۰) بازیکن فوتبال اهل فرانسه است که در پست مدافع بازی می‌کند.
از باشگاه‌هایی که در آن بازی کرده‌است می‌توان به باشگاه فوتبال نانسی، باشگاه فوتبال سوشو، باشگاه فوتبال دیژون، باشگاه فوتبال سن-اتین، و باشگاه فوتبال لوریان اشاره کرد.